# Дурресский замок
Дурресский замок (алб. Kalaja e Durrësit) — укреплённый старый город Дурреса (Албания). Окружён городскими стенами, возведёнными в конце V века и отремонтированными и укреплёнными в Средние века и раннее Новое время.

## История
Замок был построен византийским императором Анастасием I, правившим в 491—518 годах. Сам он был родом из Диррахия (как тогда назывался современный Дуррес). Он сделал из него один из самых укреплённых городов на Адриатике. Древние стены замка были разрушены в результате землетрясения 1273 года, после чего восстановлены.

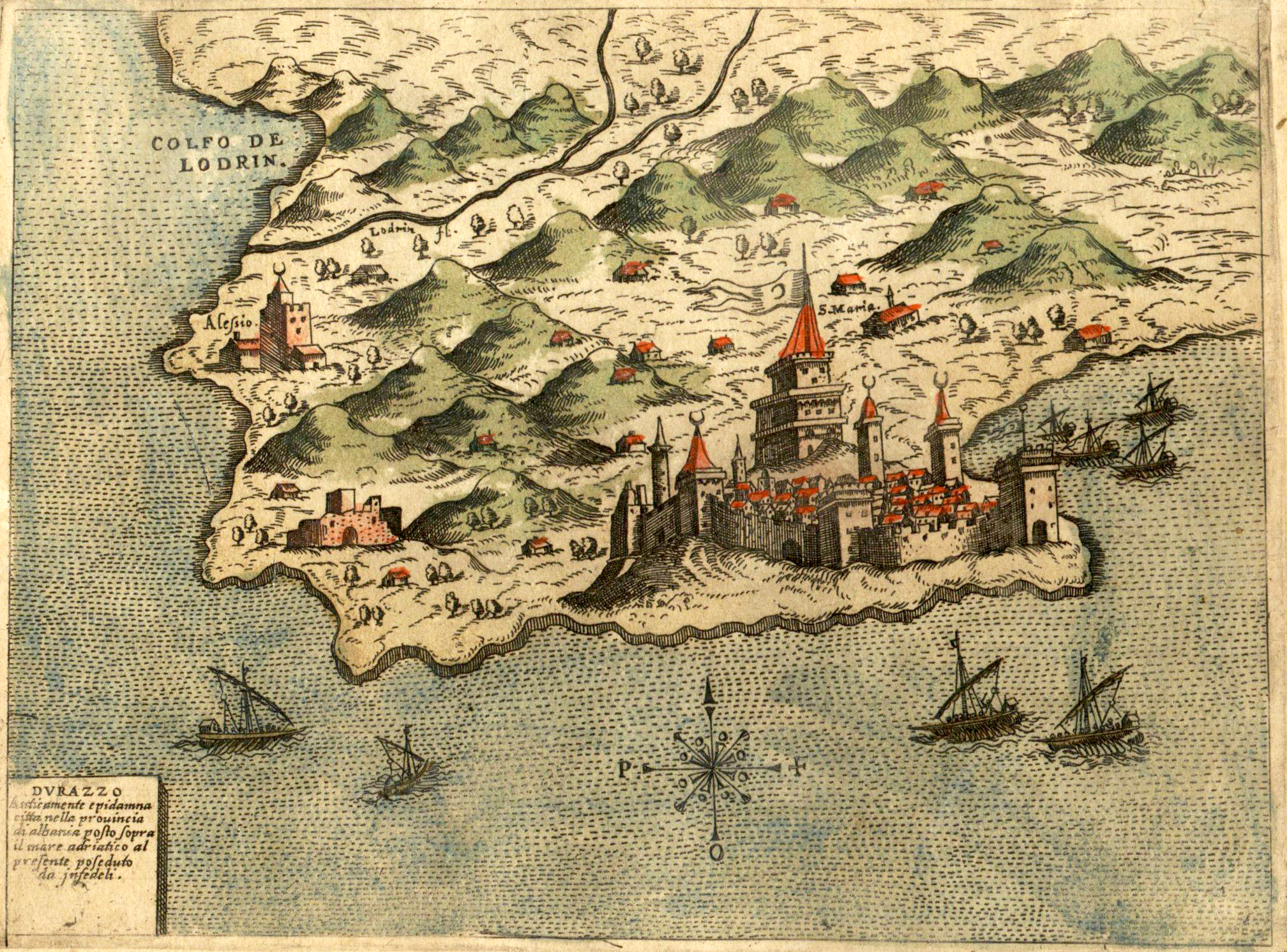
Дуррес в 1573 году

Средневековые стены замка, сохранившееся до сегодняшнего дня, имеют высоту почти в 4,6 метров. Нынешняя длина стен составляет около одной третьей от изначальной. Сохранилось три входа в крепостные башни. Замок был укреплён несколькими сторожевыми башнями во времена правления здесь Венецианской республики, а в период османского владычества стена была ещё более укреплена .
7 апреля 1939 года албанские патриоты отчаянно сопротивлялись вторгшимся в Албанию итальянским войскам. В Дурресе отряд из 360 албанцев, в основном жандармов и горожан, во главе с Абазом Купи, командиром жандармерии в городе, и сержантом флота Муйо Улькинаку, пытался остановить наступление итальянцев. Вооружённые только стрелковым оружием и тремя пулемётами оборонявшиеся сдерживали итальянцев в течение нескольких часов. После того, как большое количество лёгких танков высадилось с военно-морских кораблей, сопротивление албанцев стало ослабевать. В течение следующих пяти часов итальянским войскам удалось захватить весь город.

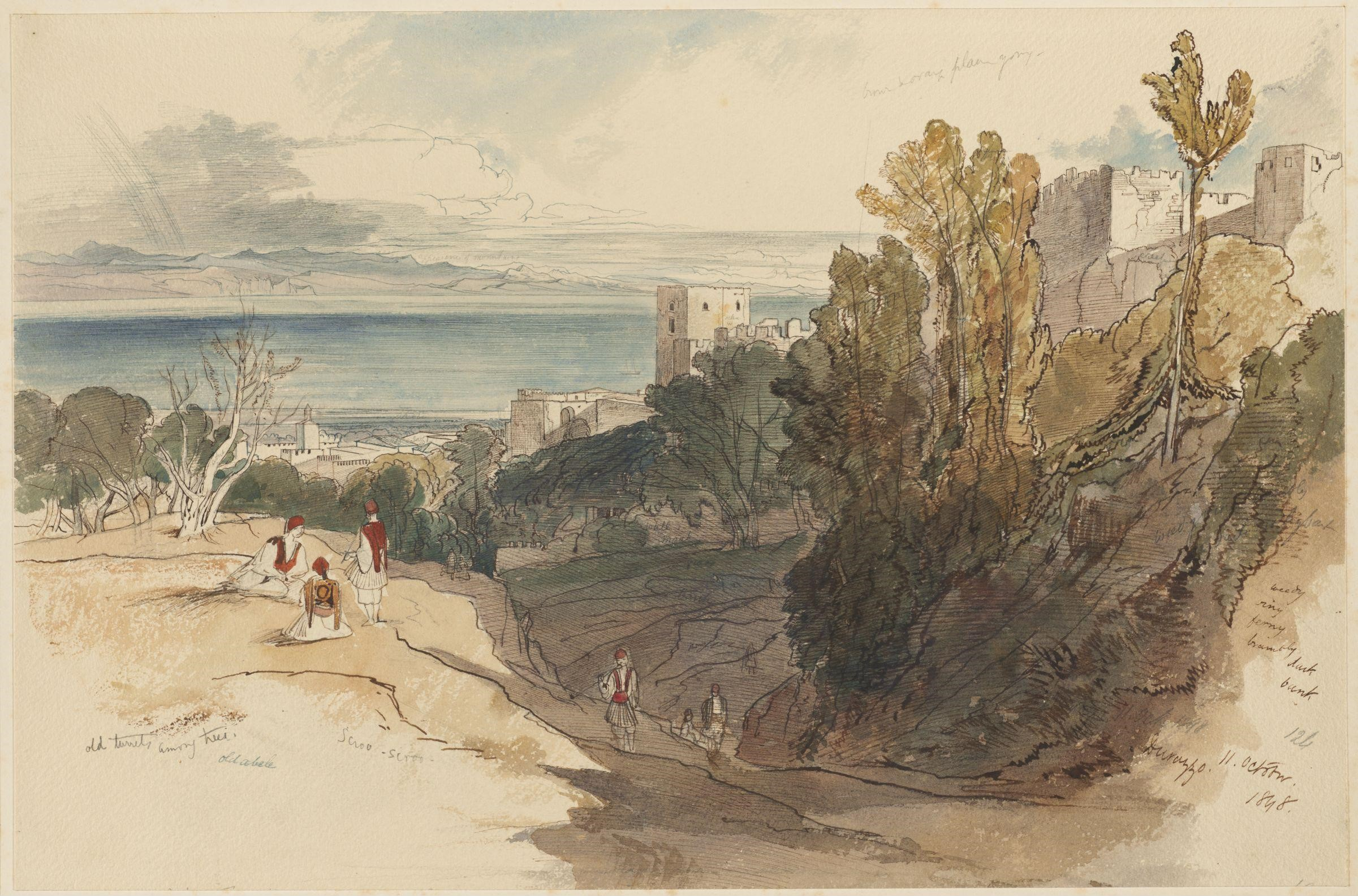
Дурресский замок в 1848 году

## Современное состояние
В феврале 2022 года в рамках программы EU4Culture стартовали работы по реставрации главной башни замка (Венецианской), пострадавший в результате землетрясения 2019 года, и превращению её в исторический мультимедийный центр. Программа финансировалась ЕС и реализовывалась Управлением ООН по обслуживанию проектов в тесном сотрудничестве с Министерством культуры Албании. Бюджет работ составил 700 000 евро, включая все мультимедийное оборудование. Разработка мультимедийного контента потребовала дополнительных затрат в размере 300 000 евро. В марте 2023 года открывшийся центр посетили Верховный представитель Европейского Союза по иностранным делам и политике безопасности Жозеп Боррель вместе с албанскими и европейскими чиновниками.